# Wang Danfeng
Pour les articles homonymes, voir Wang.
Wang Danfeng (chinois : 王丹凤, née le 23 août 1924 ou 1925 – morte le 2 mai 2018) est une actrice chinoise. Elle est apparue dans environ 60 films au cours d'une carrière qui s'est étendue sur environ 40 ans, bien qu'elle ait été surtout active entre les années 1940 et 1960. Actrice marquante du cinéma chinois, elle est consacrée, notamment, comme l'une des quatre grandes actrices de Hong Kong en 1949,.

## Biographie

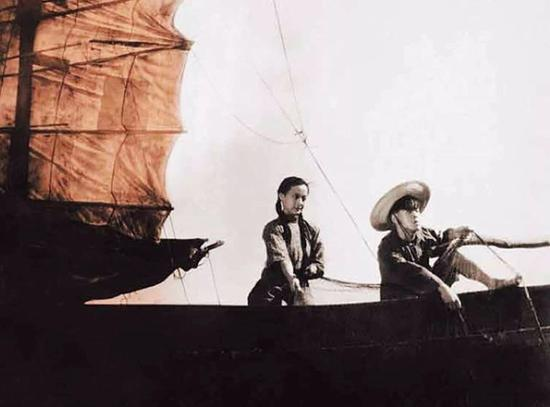
Wang dans le film New Fisherman's Song (1942).

Wang naît le 23 août 1924 ou 1925 à Shanghai. Son nom de naissance est Wang Yufeng (chinois simplifié : 王玉凤 ; chinois traditionnel : 王玉鳳,). À l'âge de 16 ans, elle est remarquée par le réalisateur Zhu Shilin. Elle tient par la suite un rôle de soutien dans The Dragon Dungeon and Tiger's Den en 1941, puis Zhu en fait l'actrice principale de New Fisherman's Song (1942), un remake du classique du cinéma muet Le Chant des pêcheurs. Le film est un succès au box-office et fait de Danfeng une vedette.
Wang Danfeng apparaît dans un peu plus de vingt films au cours des années 1940. Elle joue typiquement des rôles de femmes abusées ou persécutées. L'un de ses rôles favori est celui de Xue Baochai (en) dans Dream of the Red Chamber (en) de Bu Wancang, où elle joue avec son idole Zhou Xuan. Ce film aurait grandement augmenté sa confiance en soi.
En 1948, lors de la guerre civile chinoise et à la suite de l'invitation des Great Wall Movie Enterprises (en), Wang déménage à Hong Kong et joue dans six films du studio,. En juillet 1949, elle est reconnue comme l'une des quatre grandes actrices par les médias hongkongais, aux côtés de Li Li-Hua, Zhou Xuan et Bai Guang.